# Iranophobie

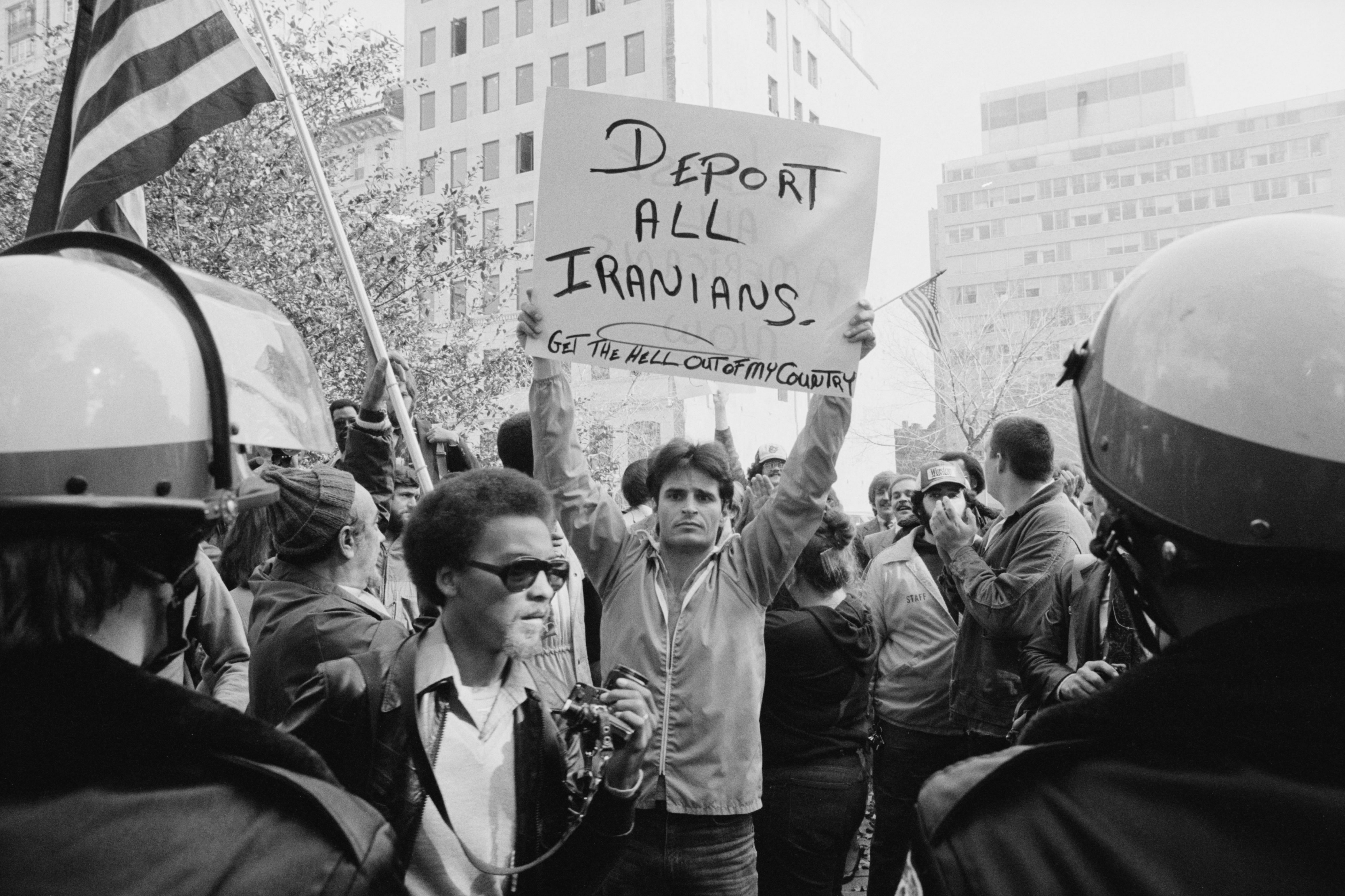
Homme levant une pancarte anti-iranienne

Le terme iranophobie désigne les sentiments présumés d'hostilité, de discrimination, de racisme voire de haine envers l'Iran. Son contraire est l'Iranophilie.
L'expression est régulièrement employée par des représentants ou soutiens des autorités iraniennes pour dénoncer la propagande des puissances occidentales et de leurs alliés dans le contexte de crises politiques, diplomatiques ou militaires, notamment concernant la question du nucléaire ou celle du Moyen-Orient en général, et d'Israël en particulier.

## Exemples de l'utilisation du terme
Concernant le programme nucléaire iranien, Ali Larijani (président du parlement et ancien négociateur sur le dossier nucléaire) déclare en 2009 lors d'une interview à la Tribune de Genève à propos des activités nucléaires iraniennes controversées : « Il n'y a rien là d'illégal. (...) La propagande américaine cherche à nourrir l'iranophobie dans les médias ».
Faisant implicitement référence au prétendu complot visant à assassiner l'ambassadeur Saoudien à Washington, Ali Khamenei, « guide suprême » du régime iranien, déclare que « l'occident essaie en vain d'instiller l'iranophobie ».
À propos du Moyen-Orient, Seyed Mohammad Ali Mottaghi Nejad, représentant iranien à l'ONU, dénonce les « tentatives de “puissances arrogantes” de semer la discorde et la division, il a stigmatisé les “phobies artificielles”, comme l’“iranophobie”, pour justifier une vente de plus en plus importante d’armes sophistiquées à certains pays de la région. ».
Alors qu'une flotte de navires iraniens mouille dans le port de Djeddah en Arabie saoudite, le contre-amiral Habibollah Sayyari déclare que l'opération est notamment destinée à « démontrer le pouvoir  de la république islamique d'Iran sur la haute mer, et affronter l'iranophobie ».
L'expression est aussi employée par des observateurs, iraniens ou non, pour relativiser les menaces que ferait peser le régime iranien sur le Moyen-Orient notamment.
Concernant Israël par exemple, certains observateurs — israéliens notamment  — considèrent que les autorités israéliennes suscitent l'iranophobie dans l'opinion publique en entretenant artificiellement le spectre d'une « menace existentielle » que le régime iranien ferait peser sur l'État d'Israël.